# Мухина, Нина Ивановна
Нина Ивановна Мухина (6 июля 1923 — 6 июля 1961) — передовик советского сельского хозяйства, звеньевая семеноводческого колхоза «Красный партизан» Тарского района Омской области, Герой Социалистического Труда (1950).

## Биография
Родилась 6 июля 1923 году в Новоалександровке Тарского уезда Тобольской губернии, ныне Седельниковский район Омской области, в русской крестьянской семье. В этом же 1923 году её семья переехала в соседнюю волость Тарского уезда. С возраста пятнадцати лет начала свою трудовую деятельность, пошла работать в колхоз "Красный партизан" Тарского района Омской области.
Мухина в перевые послевоенные годы завершила обучение на краткосрочных курсах и стала трудиться в бригаде льноводов. Позже ей было доверено возглавить звено, в котором также работала её подруга, кавалер ордена Ленина, Ольга Карпович. Первоначально на площади 2 гектара было засеяно 50 килограмм семян вместо положенных 30 килограмм. Было собрано 16 центнеров с гектара семян и по 12 центнеров тресты.
Её звено было расширено, а площадь увеличена на 9,5 гектара земли. По результатам работы в 1949 году звено Мухиной получило урожай льна-долгунца 6,4 центнера и семян 8,02 центнера с каждого закреплённого гектара. 
За получение высоких урожаев пшеницы, волокна и семян льна-долгунца в 1949 году, Указом Президиума Верховного Совета СССР от 5 июля 1950 года Нине Ивановне Мухиной было присвоено звание Героя Социалистического Труда с вручением ордена Ленина и золотой медали «Серп и Молот».
В дальнейшем прошла обучение в областной двухгодичной школе руководящих кадров колхоза и была назначена колхозным агрономом в "Красном партизане" в деревни Парники Тарского района.
Избиралась депутатом Омского областного Совета депутатов трудящихся с 1950 года.
Проживала в селе Чёкрушево. В 1956 году переехала в город Омск. Умерла 6 июля 1961 года.

## Награды
За трудовые успехи удостоена:
- золотая звезда «Серп и Молот» (05.07.1950),
- орден Ленина (05.07.1950),
- другие медали.